# Mahencyrtus
Mahencyrtus is een geslacht van vliesvleugeligen uit de familie Encyrtidae. De wetenschappelijke naam van dit geslacht is voor het eerst geldig gepubliceerd in 1917 door Masi.

## Soorten
Het geslacht Mahencyrtus omvat de volgende soorten:
- Mahencyrtus adelencyrtoides Basha & Hayat, 2002
- Mahencyrtus aereifemur (Girault, 1922)
- Mahencyrtus assamensis Singh & Agarwal, 1993
- Mahencyrtus comara (Walker, 1837)
- Mahencyrtus gracilis (Girault, 1915)
- Mahencyrtus indicus Singh & Agarwal, 1993
- Mahencyrtus longifasciatipennis (Girault, 1915)
- Mahencyrtus nitidus (Howard, 1894)
- Mahencyrtus occultans Masi, 1917
- Mahencyrtus perplexus (Girault, 1917)
- Mahencyrtus pulcherrimus (Hoffer, 1969)
- Mahencyrtus ranchiensis (Fatima & Shafee, 1994)
- Mahencyrtus sudhiri Hayat, 2010